# 6899 Nancychabot
6899 Nancychabot eller 1988 RP10 är en asteroid i huvudbältet som upptäcktes den 14 september 1988 av den amerikanska astronomen Schelte J. Bus vid Cerro Tololo. Den är uppkallad efter Nancy Chabot.
Asteroiden har en diameter på ungefär 6 kilometer och den tillhör asteroidgruppen Koronis.